# Kohlenstoffmonosulfid
Kohlenstoffmonosulfid ist eine chemische Verbindung mit der Formel CS. Dieses zweiatomige Molekül ist das Schwefel-Analog von Kohlenmonoxid und ist als Feststoff oder Flüssigkeit instabil. Als Gas wurde es sowohl im Labor als auch im interstellaren Medium beobachtet. Das Molekül ähnelt Kohlenmonoxid mit einer Dreifachbindung zwischen Kohlenstoff und Schwefel.

## Vorkommen
Kohlenstoffmonosulfid wurde 1971 in interstellaren Wolken entdeckt und seither sind zahlreiche Beobachtungen des Moleküls im Weltraum veröffentlicht worden.

## Gewinnung und Darstellung
Kohlenstoffmonosulfid wird durch eine Vielzahl unterschiedlicher Methoden erzeugt, aber die häufigste Methode ist die Dissoziation von Kohlenstoffdisulfid. Diese Dissoziation wird durch Photolyse, Thermolyse oder verschiedene Arten von Entladungen erreicht. Die beste Methode zur Herstellung großer Mengen von Kohlenstoffmonosulfid in relativ reiner Form ist die Dissoziation von Kohlenstoffdisulfid in einer Hochspannungs-Wechselstromentladung.

## Eigenschaften
Das Molekül ist nicht intrinsisch instabil, es neigt allerdings zur spontanen Polymerisation. Diese Tendenz spiegelt die größere Stabilität von C-S-Einfachbindungen wider. Die spontane Polymerisation wurde erstmals von Oscar Loew im Jahr 1868 und von Théodore Sidot im Jahr 1872 beschrieben, der die Bildung eines braunen Niederschlags beobachtete, wenn Kohlenstoffdisulfid dem Sonnenlicht ausgesetzt wurde. Die erste gründliche Untersuchung des Polymers wurde von James Dewar und Humphrey Owen Jones durchgeführt. Dieses ist recht stabil und beim dessen Erhitzen auf bis zu 360 °C konnte nur eine sehr geringe Zersetzung beobachtet werden. Darüber zersetzt es sich unter Bildung von Kohlenstoffdisulfid. Aus Kohlenstoffdisulfid hergestelltes Kohlenstoffmonosulfid ist nur in heißer (>100 °C) konzentrierter Schwefelsäure löslich, schwach löslich in warmem Ethanol/Natriumhydroxid und unlöslich in allen organischen Lösungsmitteln. Durch die Behandlung von Nickeltetracarbonyl mit Thiophosgen hergestelltes polymeres Kohlenstoffmonosulfid ist in Ethanol, Diethylether, Benzol, Petrolether und verdünnter Schwefelsäure unlöslich, in Kohlenstoffdisulfid, Ethylendibromid, Nitrobenzol, Naphthalin und Phenol schwer löslich und leicht löslich in konzentrierter Schwefelsäure, konzentrierter Salpetersäure und wässrigen oder alkoholischen Lösungen von Natriumhydroxid oder Ammoniak. Der Unterschied zwischen den beiden Polymeren wurde auf unterschiedliche Polymerisationsgrade zurückgeführt.
Monomeres Kohlenstoffmonosulfid liegt bei −190 °C entweder als kristalliner, farbloser Feststoff oder als glasartiges, amorphes, farbloses Kondensat vor. Bei niedrigen Temperaturen (sogar bei −220 °C) wird das Kondensat langsam braun und bildet ein braun-schwarzes Polymer. Wenn das Kondensat über −160 °C erhitzt wird, findet eine heftige Polymerisation unter Emission von Licht und Wärme statt. In einer Kohlenstoffdisulfidmatrix bei −190 °C ist das Monomer für mehrere Stunden stabil.
Kohlenstoffmonosulfid bildet mit Übergangsmetallen Komplexe, die als Thiocarbonylkomplexe bezeichnet werden. Viele solche Komplexe enthalten sowohl Kohlenstoffmonosulfid als auch Kohlenstoffmonoxid als Liganden.